# 托羅角
托羅角（英語：Toro Point）是南極洲的海岬，位於葛拉漢地的特里尼蒂半島，處於施密特半島南端，是昂溫灣的入口處北部，現時由南極條約體系管理。